# سوزان أندرسن (روائية)
سوزان أندرسن (بالإنجليزية: Susan Andersen)‏ (1950 في الولايات المتحدة)؛ روائية أمريكية.